# Étienne Jeaurat

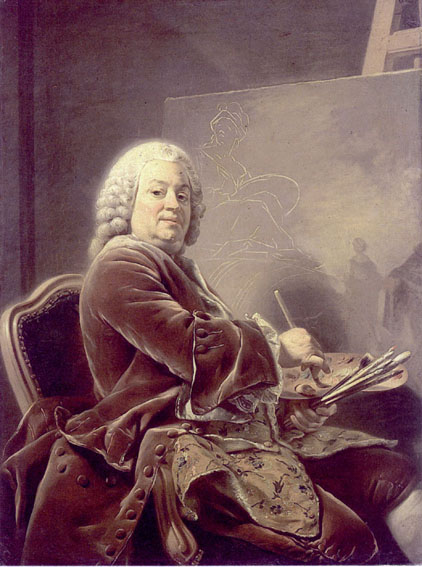
Étienne Jeaurat, Porträt von Alexander Roslin (um 1750)

Étienne Jeaurat (* 9. Februar 1699 in Paris; † 4. Dezember 1789 in Versailles) war ein französischer Maler und Kupferstecher.

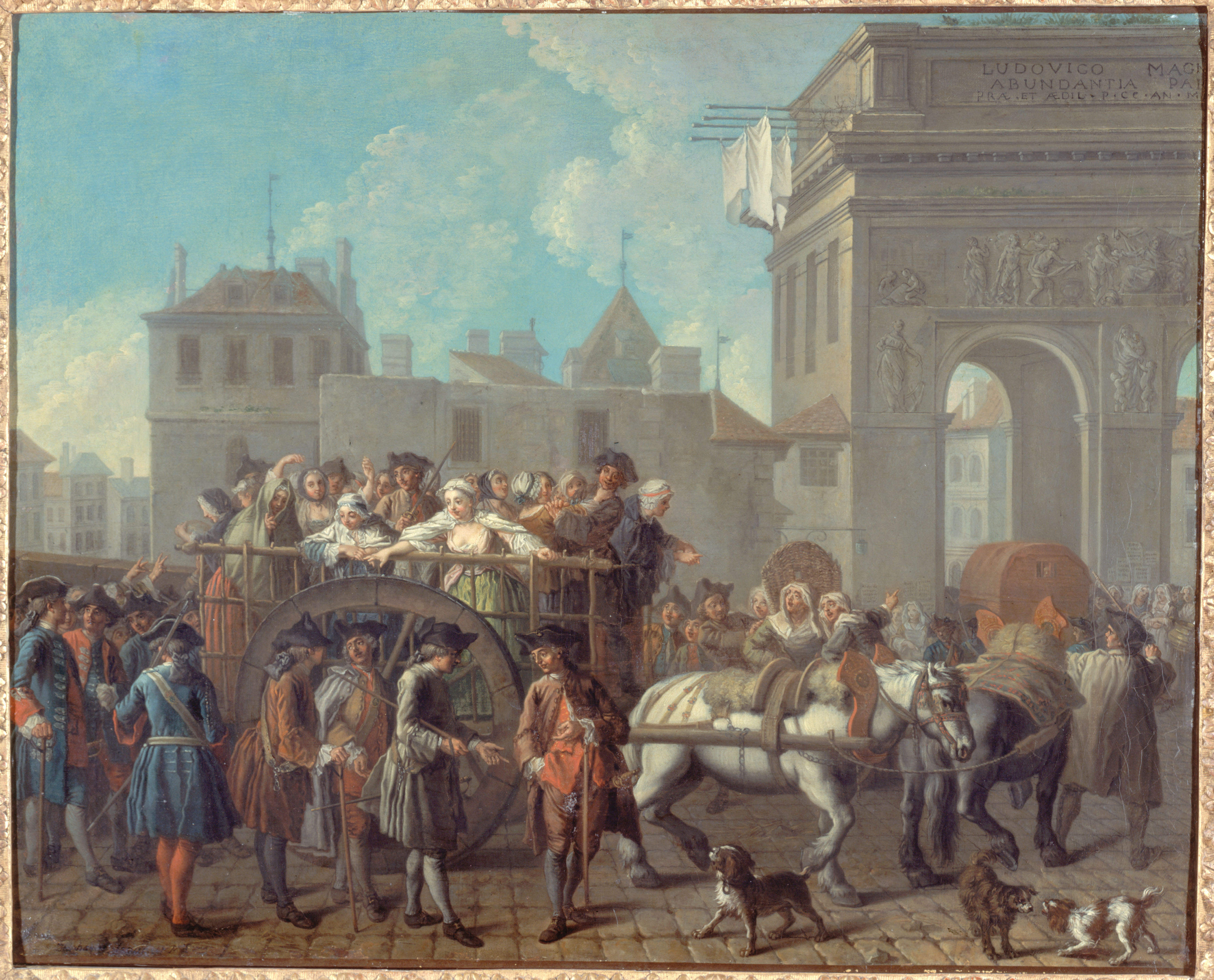
Transport der Freudenmädchen zur Polizeiwache, 1755

## Leben
Jeaurat war ein Schüler von Nicolas Vleughels, der ihn 1724 mit nach Rom nahm. Er begann mit mythologischen Bildern, wandte sich später aber vor allem dem zeitgenössischen Sittenbild zu. In den Bildern schilderte er das bewegte Pariser Straßenbild des 18. Jahrhunderts. Seine Stillleben erinnern teilweise an Jean Siméon Chardin. Er schuf große Historienbilder, religiöse Gemälde und einige Bildnisse. Jeaurat ist mit seinen Werken in vielen französischen Museen vertreten, ferner in Oxford, Moskau, St. Petersburg und Dublin, hier vor allem mit Kreidezeichnungen.

## Werke
- Aristote et Campaspe, Musée des beaux-arts de Dijon
- Bain de femmes, Musée de Bordeaux
- Bain de femmes, Musée des beaux-arts de Bordeaux
- Étienne Aubry, 1771
- Jeu de paume dans une prairie, Musée des Ursulines de Mâcon
- Jeune dessinateur, Musée du Louvre
- La Conduite des filles de joie à la Salpêtrière, 1745, Musée Carnavalet
- Le poète Piron à table avec ses amis Vadé et Collé, Musée du Louvre